# Paepalanthus clausenii
Paepalanthus clausenii là một loài thực vật có hoa trong họ Eriocaulaceae. Loài này được Hensold mô tả khoa học đầu tiên năm 1988.